# Ishiguro Tomohisa
Tomohisa Ishiguro (sinh ngày 27 tháng 4 năm 1981) là một cầu thủ bóng đá người Nhật Bản.

## Sự nghiệp câu lạc bộ
Tomohisa Ishiguro đã từng chơi cho Kataller Toyama.